# Stazione di Giurdignano
La stazione di Giurdignano era una fermata ferroviaria posta sulla linea Maglie-Otranto, costruita per servire la località di Giurdignano.
L'impianto ferroviario è gestito dalle Ferrovie del Sud Est.
La struttura attualmente è in stato di abbandono.

## Servizi
La fermata non dispone di alcun servizio.

## Movimento
Pur formalmente attiva, la stazione non è servita da alcun treno, tanto da non essere nemmeno riportata sull'orario ufficiale di Ferrovie del Sud Est.